# 拉韦夫尔
拉韦夫尔（法語：La Vaivre，法語發音：[la vɛvʁ]）是法国上索恩省的一个市镇，属于吕尔区。

## 地理
拉韦夫尔（47°54'54"N, 6°22'2"E）面积3.04 平方千米，位于法国勃艮第-弗朗什-孔泰大區上索恩省，该省份为法国东部内陆省份，北起顺时针与孚日省、贝尔福地区省、杜省、汝拉省、科多尔省和上马恩省接壤。
与拉韦夫尔接壤的市镇（或旧市镇、城区）包括：阿耶维莱尔-利约蒙、科尔伯奈、富日罗勒-圣瓦尔贝。

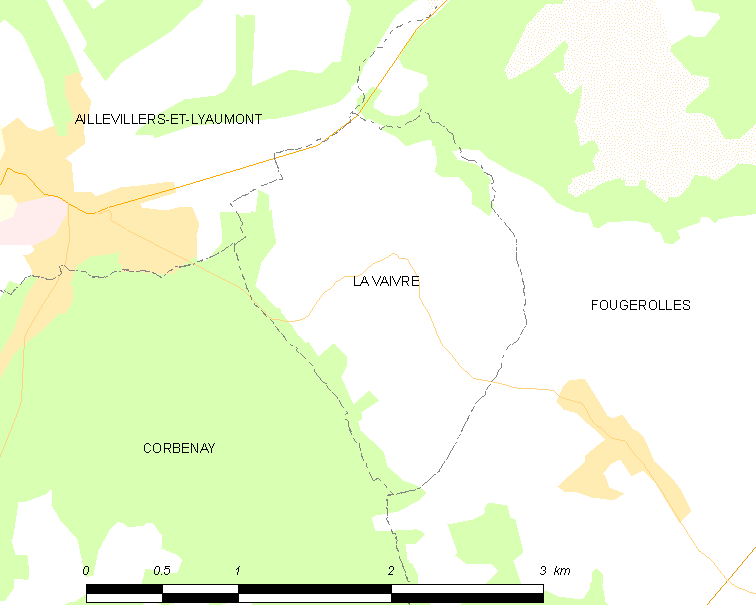
拉韦夫尔的OSM定位图

拉韦夫尔的时区为UTC+01:00、UTC+02:00（夏令时）。

## 行政
拉韦夫尔的邮政编码为70320，INSEE市镇编码为70512。

## 政治
拉韦夫尔所属的省级选区为瑟穆斯河畔圣卢县。

## 人口

1962-2008年间拉韦夫尔人口变化图示

拉韦夫尔于2022年1月1日时的人口数量为216人。